# Amna Ellouh
 (décembre 2023).
La mise en forme du texte ne suit pas les recommandations de Wikipédia : il faut le « wikifier ».
Les points d'amélioration suivants sont les cas les plus fréquents. Le détail des points à revoir est peut-être précisé sur la page de discussion.
- Les titres sont pré-formatés par le logiciel. Ils ne sont ni en capitales, ni en gras.
- Le texte ne doit pas être écrit en capitales (les noms de famille non plus), ni en gras, ni en italique, ni en « petit »…
- Le gras n'est utilisé que pour surligner le titre de l'article dans l'introduction, une seule fois.
- L'italique est rarement utilisé : mots en langue étrangère, titres d'œuvres, noms de bateaux, etc.
- Les citations ne sont pas en italique mais en corps de texte normal. Elles sont entourées par des guillemets français : « et ».
- Les listes à puces sont à éviter, des paragraphes rédigés étant largement préférés. Les tableaux sont à réserver à la présentation de données structurées (résultats, etc.).
- Les appels de note de bas de page (petits chiffres en exposant, introduits par l'outil «  Source ») sont à placer entre la fin de phrase et le point final[comme ça].
- Les liens internes (vers d'autres articles de Wikipédia) sont à choisir avec parcimonie. Créez des liens vers des articles approfondissant le sujet. Les termes génériques sans rapport avec le sujet sont à éviter, ainsi que les répétitions de liens vers un même terme.
- Les liens externes sont à placer uniquement dans une section « Liens externes », à la fin de l'article. Ces liens sont à choisir avec parcimonie suivant les règles définies. Si un lien sert de source à l'article, son insertion dans le texte est à faire par les notes de bas de page.
- La présentation des références doit suivre les conventions bibliographiques. Il est recommandé d'utiliser les modèles {{Ouvrage}}, {{Chapitre}}, {{Article}}, {{Lien web}} et/ou {{Bibliographie}}. Le mode d'édition visuel peut mettre en forme automatiquement les références.
- Insérer une infobox (cadre d'informations à droite) n'est pas obligatoire pour parachever la mise en page.

Pour une aide détaillée, merci de consulter Aide:Wikification.
Si vous pensez que ces points ont été résolus, vous pouvez retirer ce bandeau et améliorer la mise en forme d'un autre article.
Amna Ellouh (1926-2015) est une écrivaine et journaliste marocaine née à Al Hoceïma. Selon les chercheurs, son roman [الملكة خناثة قرينة المولى إسماعيل (La Reine Khanatha, épouse de Mawla Ismail) est considéré comme la première parution d'un roman féminin écrit en arabe au Maghreb.

## Formation
Elle s'appelle Amna bint Abdel Karim Al-Louh, une écrivaine marocaine née en 1926 à Al Hoceïma. Elle a grandi dans la ville de Tétouan, où elle a fait ses études primaires et secondaires. Après cela, elle a rejoint la Faculté de Lettres de à l'Université de Madrid, où elle a obtenu son diplôme en 1957, devenant ainsi la première femme marocaine à obtenir ce diplôme de l'Université de Madrid, et dans la même université, elle a ensuite obtenu un doctorat d'État en arts, qu'elle a obtenu avec une mention complète, distinction en 1978.

## Carrière
- Enseignant et professeur dans l’enseignement primaire, secondaire et à l’école des institutrices
- Gestion de l'école primaire no 1, de l'institut secondaire, de l'école normale et de l'internat des filles de la ville de Tétouan.
- Inspectrice de l'éducation des femmes à Rabat et ses environs.
- J'ai publié plusieurs articles sur des sujets de société dans divers journaux
- Elle a donné une série de conférences de motivation aux filles de son sexe à la radio.
- Membre de la Commission royale sur la réforme de l'éducation.

## Publications
Elle publie plusieurs ouvrages, imprimées et manuscrites, parmi lesquelles :
- La Reine Khenatha, épouse de Mawla Ismail (grâce auquel elle remporta le Prix marocain de littérature en 1954).
- Un livre sur l'enfance marocaine.
- Un livre sur l'histoire de l'éducation arabe dans les régions du nord du Maroc.
- Un livre sur la biographie de ses oncles maternels, les rhéteurs riagéliens.

## Honneurs et récompenses
- Prix Maroc de littérature en 1954.
- Avant l'indépendance du pays, elle a obtenu la médaille Mahdavi du gouvernement du Nord.
- Après l'indépendance du pays, elle a reçu l'Ordre du Trône, avec le grade de Chevalier, en 1988.

## Voir également
- Malika El Fassi
- Zainab Fahmy
- Soraya Al Saqat